# Paweł Stolarski
Paweł Stolarski (Cracovia, 28 gennaio 1996) è un calciatore polacco, difensore del Motor Lublino.

## Caratteristiche tecniche
È un terzino destro.

## Carriera
Cresciuto nelle giovanili del Wisła Cracovia, ha esordito in prima squadra il 28 febbraio 2013 in occasione del match di Puchar Polski vinto 2-o contro lo Jagiellonia.

## Palmarès

### Club

#### Competizioni nazionali
- Campionato polacco: 1

Legia Varsavia: 2019-2020